# Nicolas Huet I.
Nicolas Huet I. (* 1718 in Paris; † nach 1788 ebenda), auch als Nicolas Huet der Ältere bekannt, war ein französischer Tier- und Stilllebenmaler, insbesondere von Blumen und Früchten.

## Leben
Huet war der Vater von Jean-Baptiste Huet, der Großvater von Nicolas Geneviève Huet und der Bruder von Christophe Huet. Er war mit Marie-Madeleine Colart verheiratet, die im Alter von 62 Jahren im April 1780 starb.
Huet studierte bei Jean-Baptiste Oudry Malerei und er war Maler an den königlichen Möbeldepots. Er war der erste Meister seines Sohns Jean-Baptiste Huet und er war Professor an der Académie de Saint-Luc, wo er von 1751 bis 1762 regelmäßig an den Ausstellungen teilnahm. Zu seinen Werken zählen Gemälde von Schafen, Hunden und Vögeln. Sein Atelier war in der Rue Basse-du-Rempart, wo er offenbar Aufträge von der Aristokratie hatte.